# 223278 Brianduncan
223278 Brianduncan è un asteroide della fascia principale. Scoperto nel 2003, presenta un'orbita caratterizzata da un semiasse maggiore pari a 2,652644 UA e da un'eccentricità di 0,053129, inclinata di 10,642920° rispetto all'eclittica.
Brian P. Duncan è un ingegnere americano che gestisce lo sviluppo di software e le operazioni per molteplici missioni spaziali, inclusa la missione New Horizons della NASA.